# Liste de gentilés
- Haut – A
- B
- C
- D
- E
- F
- G
- H
- I
- J
- K
- L
- M
- N
- O
- P
- Q
- R
- S
- T
- U
- V
- W
- X
- Y
- Z

Le gentilé (ou démonyme / nom de peuple), est le nom donné aux habitants d'un lieu géographique – ville, pays, continent, planète, etc. Il est le plus souvent dérivé morphologiquement du toponyme désignant ce lieu, mais peut parfois être entièrement différent.
Le gentilé se distingue de l’ethnonyme, ce dernier étant employé par exemple pour les personnes partageant une identité ethnique.

## Typographie du gentilé

### En français
Selon les conventions typographiques du français :
1. le gentilé substantif prend la majuscule,
2. l'adjectif correspondant ne prend pas la majuscule,
3. les noms de langue (ou glottonymes), qui souvent correspondent à des gentilés, ne prennent pas non plus la majuscule.

Exemples :
- Les Français ont répandu partout le bon goût français.
- J'apprends le français.

Cela permet aussi de distinguer :
1. un savant allemand, qui est un savant de nationalité allemande,
2. un savant Allemand, c'est-à-dire un Allemand qui sait beaucoup de choses (dans ce cas, on fait la liaison).

On prendra garde aux adjectifs composés en tête de phrase ou de titre (ils ne prennent qu'une seule majuscule) comme dans l'exemple :
- « Tarn-et-garonnaise est mon âme, tarn-et-garonnais est mon cœur, s'écria le Tarn-et-Garonnais en songeant à son Tarn-et-Garonne natal. »

### Dans les autres langues
1. L'anglais emploie la majuscule dans les trois cas : gentilé substantif et adjectif et nom de langue.
2. L'espagnol emploie la minuscule dans les trois cas également (selon les recommandations de l'Académie espagnole[réf. souhaitée]).
3. L'allemand exige la majuscule pour tous les noms, même les noms communs, la question ne se pose donc pas. L'adjectif deutsch (« allemand ») forme l'adjectif substantivé der Deutsche, qui est bien un nom, même s'il se déclinera comme un adjectif. Ainsi, on n'aura aucun mal à distinguer ein tauber Deutscher (« un Allemand sourd ») de ein deutscher Tauber (« un sourd qui est allemand »). Il existe, comme en français, plusieurs manières de composer les gentilés proprement dits, mais la plupart de ces noms sont faibles, ex : Frankreich (« la France ») ⇒ französisch (« français » l'adjectif) ⇒ der Franzose (« le Français »), nom faible qui donnera à l'accusatif den Franzosen, au datif dem Franzosen, etc. Le nom dérivé de l'adjectif servira à former le nom de la langue, das Französisch, (« le français »). Le gentilé concernant une ville se forme en ajoutant le suffixe -er (masculin/masculin pluriel, ex : Paris ⇒ der Pariser), -in (féminin, ex: Berlin ⇒ die Berlinerin) et -innen (féminin pluriel, ex : London ⇒ die Londonerinnen). Il est à noter que les adjectifs qui en découlent portent une majuscule et sont indéclinables : In Norddeutschland habe ich sehr schöne Lübecker Geschäfte besichtigt (« En Allemagne du Nord, j'ai visité de très beaux magasins lübeckois. »)

## Morphologie du gentilé en français
L'adjectif correspondant au gentilé d'un pays prend souvent une forme spéciale dans le premier élément d'un adjectif composé, par exemple :
- allemand (Allemagne) : germano- : germano-français par exemple
- chinois (Chine) : sino- : sino-japonais par exemple
- espagnol (Espagne) : hispano-, exemple : Guerre hispano-américaine
- français (France) : franco- : franco-allemand par exemple
- Voir le Wiktionnaire pour une liste plus complète

La plupart des gentilés sont formés en français par l’ajout d’un suffixe :
1. Nantes → Nantais
2. Dijon → Dijonnais
3. Bordeaux → Bordelais
4. Terre → Terrien

Mais, dans certains cas, c’est le toponyme qui est dérivé du gentilé, et non l’inverse :
1. Afghan → Afghanistan
2. Ouzbek → Ouzbékistan
3. Swazi → Swaziland

### Suffixes formateurs de gentilés
La langue française est riche d'une très grande variété de formes de gentilés. Les suffixes formateurs de gentilés les plus courants en français sont les suivants :
- -ais pour les villes (Bayonne Bayonnais, Milan Milanais), mais aussi pour les pays : France Français, Gabon Gabonais et Taïwan Taïwanais.
- -ain pour certaines villes (Naples Napolitain, Tripoli Tripolitain, Constantinople Constantinopolitain), ainsi que certains pays, provinces, États et continents en -que (Jamaïquain, Mozambicain, Américain, Africain, Antarcticain) ou en -a (Albertain, Cubain, Manitobain).
- -an : Afghan, Andorran, Anguillan, Birman, Bressan, Castillan, Catalan, Curaçaoan, Iseran, Kényan, Lesothan, Nauruan, Nigérian, Persan, Rhénan, Samoan, Texan, Tokelauan, Tongan, Toscan, Tuvaluan, Vanuatuan, Vénézolan.
- -ien surtout pour les pays (Italie Italien mais aussi Paris Parisien, Kiev Kiévien).
- -in : Abyssin, Argentin, Gilbertin, Girondin, Grenadin, Levantin, Limousin, Maghrébin, Mistassin, Monténégrin, Navarrin, Périgourdin, Philippin, Poitevin.
- -iste est employé en Bretagne, au Brésil et en Belgique: Douarnenez Douarneniste ; Roscanvel Roscanveliste; Tulle Tulliste; São Paulo Pauliste, Louvain Louvaniste; Louvain-la-Neuve Néolouvaniste.
- -ois un peu vieilli, et surtout pour les villes (Amiens Amiénois, Bakou Bakinois, Bruxelles Bruxellois, Alger Algérois, Mostaganem Mostaganemois, Pékin Pékinois, Turin Turinois) et villages, particulièrement en Suisse où il est le suffixe le plus fréquent (Sion Sédunois, Lausanne Lausannois, Yverdon Yverdonnois...). Pour les pays : Bénin Béninois et Zaïre Zaïrois. Pour la plupart des cantons suisses comme : Fribourg Fribourgeois, Vaud Vaudois, Berne Bernois, Genève Genevois, Tessin Tessinois...

D'autres suffixes sont des emprunts :
- -asque est ligure, Monaco Monégasque, Tende Tendasque, Bergame Bergamasque.
- -énien est issu de l'espagnol -eño (eñ(o)+ien) : La Paz Pacénien, Lima Liménien, Quito Quiténiens...
- -ène est également issu de l'espagnol -eño : Madrid Madrilène.
- -ète est issu du portugain -eta : Lisbonne Lisboète.
- -iote, -ote sont d'origine grecque : Le Caire Cairote, Chypre Chypriote, Sofia Sofiote, Istanbul Stambouliote, Qatar Qatariotes...
- -ite est aussi d'origine grecque. La forme -ite est fréquente pour les villes antiques (Thinis Thinite, Saïs Saïte) et pour les gentilés de monastères : Stoudion Studite, Athos Athonite ; pour les pays et villes : Malawi Malawite, Karachi Karachite... On relèvera aussi Moscou Moscovite, pour laquelle le suffixe découle du nom de la ville lui-même (Moskva en russe)
- -èque se rencontre dans Aztèques, Toltèques, Olmèques, etc. Seul exemple pour les pays et capitales : Guatemala Guatémaltèque.
- -ano dérivé de l'espagnol eño est philippin (Manileno, Filipino, Cebuano, Bicolano).
- -i se rencontre dans Qatari, Émirati et Kabouli.

## Gentilés du monde par pays
La liste qui suit contient directement ou indirectement l'ensemble des gentilés attestés pour le monde entier. Les villes ou les divisions politiques et administratives sont énumérées au-dessous de leurs pays souverains respectifs. Exemple : Pour le Québec, voyez sous Canada (à la lettre C).
Des renseignements complémentaires tels que des glottonymes ou des noms de monnaie sont donnés s'ils sont en rapport avec le gentilé.
Il est fortement conseillé de créer un nouvel article si l'on dépasse quelques unités pour un seul pays.
- Haut – A
- B
- C
- D
- E
- F
- G
- H
- I
- J
- K
- L
- M
- N
- O
- P
- Q
- R
- S
- T
- U
- V
- W
- X
- Y
- Z

Le gentilé est indiqué : 
1. soit au seul masculin pluriel,
2. soit aux deux nombres et deux genres (4 formes au total).

## A
- Afghanistan (l') : Afghan, Afghans, Afghane, Afghanes  ; monnaie : afghani, afghanis
  - Kaboul : Kaboulien, Kabouliens, Kaboulienne, Kabouliennes (arrêté du 4 novembre 1993) ou Kabouli, Kaboulis, Kaboulie, Kaboulies[1]

- Afrique du Sud (l') : Sud-Africain, Sud-Africains, Sud-Africaine, Sud-Africaines
  - Durban : Durbanais, Durbanaise, Durbanaises
  - Johannesbourg : Johannesbourgeois, Johannesbourgeoise, Johannesbourgeoises
  - Le Cap : Captonien, Captoniens, Captonienne, Captoniennes[2] ; Capétonien, Capétoniens, Capétonienne, Capétoniennes[3]
  - Pretoria : Prétorien, Prétoriens, Prétorienne, Prétoriennes

- Albanie (l') : Albanais, Albanais, Albanaise, Albanaises ; glottonyme : albanais
  - Tirana : Tiranais, Tiranais, Tiranaise, Tiranaises

- Algérie (l') : Algérien, Algériens, Algérienne, Algériennes  ; adjectif : algérien, algériens, algérienne, algériennes et algéro- en composition ; glottonyme : algérien
  - Alger : Algérois, Algérois, Algéroise, Algéroises
  - Batna : Batnéen, Batnéens, Batnéenne, Batnéennes
  - Oran : Oranais, Oranais, Oranaise, Oranaises
  - Pour les autres gentilés, voir à l'article Gentilés d'Algérie.

- Allemagne (l') : Allemand, Allemands, Allemande, Allemandes ; glottonyme : allemand ; adjectif composé : germano- ; l'allemande est une musique et une danse 
  - Aix-la-Chapelle : Aixois
  - Augsbourg : Augsbourgeois[4]
  - Bavière : Bavarois[5] (le bavarois est aussi un gâteau))
  - Berlin : Berlinois
  - Brandebourg : Brandebourgeois
  - Brême : Brêmois
  - Brunswick : Brunswickois
  - Cologne : Colonais
  - Dortmund : Dortmundais
  - Dresde : Dresdois
  - Duisbourg : Duisbourgeois
  - Düsseldorf : Dusseldorfois
  - Essen : Essenois
  - Francfort-sur-le-Main : Francfortois
  - Hesse : Hessois
  - Hambourg : Hambourgeois
  - Hanovre : Hanovrien
  - Iéna : Iénois
  - Leipzig : Lipsien
  - Lübeck : Lubeckois
  - Magdebourg : Magdebourgeois
  - Mecklembourg : Mecklembourgeois
  - Munich : Munichois (prononcé /kois/)
  - Nuremberg : Nurembergeois
  - Poméranie : Poméranien
  - Ratisbonne : Ratisbonnais
  - Rhénanie : Rhénan, Rhénane
  - Sarre : Sarrois
  - Sarrebruck : Sarrebruckois
  - Saxe : Saxon
  - Stuttgart : Stuttgartois
  - Thuringe : Thuringien
  - Westphalie : Westphalien
  - Wurtemberg : Wurtembergeois

- Andorre (l') : Andorran, Andorrane, Andorrans, Andorranes 
  - Andorre-la-Vieille : Andorran, Andorrans, Andorrane, Andorranes

- Angola (l') : Angolais, Angolais, Angolaise, Angolaises 
  - Luanda : Luandais, Luandaise, Luandaises
  - Cabinda : Cabindais, Cabindaise, Cabindaises

- Antigua-et-Barbuda : Antiguayen, Antiguayenne  ou  Antiguais-et-Barbudiens, Antiguaise-et-Barbudienne 
  - Saint-John : Saint-Jeannois, Saint-Jeannoise, Saint-Jeannoises
  - Barbuda (inhabitée depuis septembre 2017) : Barbudiens

- Arabie saoudite (l') : Saoudien, Saoudiens, Saoudienne, Saoudiennes ; glottonyme : arabe
 on trouve aussi Arabie séoudite (l') :  Séoudien, Séoudiens, Séoudienne, Séoudiennes 
  - Djeddah : Djeddiens
  - Riyad : Riyadiens
  - La Mecque : Mecquois
  - Médine : Médinois

- Argentine (l') : Argentin, Argentins, Argentine, Argentines
  - Buenos Aires : Portègne, Portègnes ou Buenos-Airien, Buenos-Airienne (arrêté du 4 novembre 1993)
  - Terre de Feu : Fuégien, Fuégiens, Fuégienne, Fuégiennes

- Arménie (l') : Arménien, Arméniens, Arménienne, Arméniennes ; adjectif en composition : arméno- ; glottonyme : arménien
  - Erevan : Érévanais

- Australie (l') : Australien, Australiens, Australienne, Australiennes
  - Canberra : Canberrien, Canberrienne
  - Melbourne : Melbournois
  - Perth : Perthien, Perthienne
  - Sydney : Sydnéen, Sydnéenne
  - Tasmanie (la) : Tasmanien, Tasmanienne

- Autriche (l') : Autrichien, Autrichiens, Autrichienne, Autrichiennes ; adjectif composé : austro-
  - Vienne : Viennois
  - Carinthie : Carinthien, Carinthienne
  - Styrie : Styriens
  - Salzbourg : Salzbourgeois
  - Tyrol : Tyrolien, Tyrolienne
    - Innsbruck : Innsbruckois

- Autriche-Hongrie (l')  (1867-1918) : Austro-Hongrois

- Azerbaïdjan (l') : Azerbaïdjanais, Azerbaïdjanais, Azerbaïdjanaise, Azerbaïdjanaises ou Azéri, Azéris, Azérie, Azéries ; glottonyme : azéri
  - Bakou : Bakinois, Bakinoise, Bakinois

## B
- Bahamas (les) : Bahamien, Bahamiens, Bahamienne, Bahamiennes  (arrêté du 4 novembre 1993) ou Bahaméen, Bahaméens, Bahaméenne, Bahaméennes
  - Nassau : Nassovien, Nassoviens, Nassovienne, Nassoviennes

- Bahreïn : Bahreïni, Bahreïnis, Bahreïnie, Bahreïnies ou  Bahreïnien, Bahreïniens, Bahreïnienne, Bahreïniennes (arrêté du 4 novembre 1993)
  - Manama : Manaméen, Manaméens, Manaméenne, Manaméennes

- Bangladesh (le) : Bangladais, Bangladais, Bangladaise, Bangladaises  (arrêté du 4 novembre 1993) ; glottonyme : bengali
  - Dacca : Daccanais, Daccanais, Daccanaise, Daccanaises

- Barbade (la) : Barbadien, Barbadiens, Barbadienne, Barbadiennes
  - Bridgetown : Bridgetonien, Bridgetoniens, Bridgetonienne, Bridgetoniennes

- Belgique (la) : Belge, Belges (invariant au féminin)
  - Bruxelles : Bruxellois, Bruxellois, Bruxelloise, Bruxelloises
  - Pour les autres gentilés, voir Liste des gentilés de Belgique.

- Belize (le) ou Bélize (le) : Bélizien, Béliziens, Bélizienne, Béliziennes  (arrêté du 4 novembre 1993). On trouve également Bélizéen, Bélizéens, Bélizéenne, Bélizéennes dans le dictionnaire Hachette et Bélizais, Bélizais, Bélizaise, Bélizaises dans le Petit Robert.
  - Belmopan : Belmopanais, Belmopanaise, Belmopanaises

- Bénin (le) (anciennement Dahomey) : Béninois, Béninois, Béninoise, Béninoises 
  - Abomey : Aboméen, Aboméens, Aboméenne, Aboméennes
  - Cotonou : Cotonois, Cotonois, Cotonoise, Cotonoises
  - Djougou : Djougois, Djougoise, Djougoises
  - Parakou : Parakois, Parakoise, Parakoises
  - Porto-Novo : Porto-Novien, Porto-Noviens, Porto-Novienne, Porto-Noviennes

- Bhoutan (le) : Bhoutanais, Bhoutanais, Bhoutanaise, Bhoutanaises 
  - Thimphou : Thimpovien, Thimpoviens, Thimpovienne, Thimpoviennes

- Biélorussie (la) ou Bélarus (le) (arrêté du 4 novembre 1993 et au Canada) : Biélorusse, Biélorusses  ou Bélarusse, Bélarusses (invariants au féminin) ; ou encore Biélorussien, Biélorussiens, Biélorussienne, Biélorussiennes ; glottonyme : biélorusse, ou biélorussien
  - Minsk : Minskois, Minskois, Minskoise, Minskoises

- Birmanie (la) : Birman, Birmans, Birmane, Birmanes  ; glottonyme : birman 
Pour la junte birmane, le Canada (depuis septembre 2016) et l'ONU : Myanmar (le), d'où le gentilé français  Myanmarais, Myanmarais, Myanmaraise, Myanmaraises, très peu utilisé.
  - Rangoun : Rangounais, Rangounais, Rangounaise, Rangounaises
  - Naypyidaw (nouvelle capitale) : Naypyidawais, Naypyidawais, Naypyidawaise, Naypyidawaises

- Bolivie (la) : Bolivien, Boliviens, Bolivienne, Boliviennes  ; monnaie : boliviano
  - La Paz : Pacénien, Pacéniens, Pacénienne, Pacéniennes
  - Sucre : Sucrénien, Sucréniens, Sucrénienne, Sucréniennes

- Bosnie-Herzégovine (la) : Bosnien, Bosniens, Bosnienne, Bosniennes  ou Bosniaque, Bosniaques
  - Sarajevo : Sarajévien, Sarajéviens, Sarajévienne, Sarajéviennes
  - Banja Luka : Banilucien, Baniluciens, Banilucienne, Baniluciennes

- Botswana (le) : Botswanais, Botswanais, Botswanaise, Botswanaises  ou Botswanéen, Botswanéens, Botswanéenne, Botswanéennes (arrêté du 4 novembre 1993) ; glottonyme : tswana ou setswana ; ethnonyme : Motswana au singulier, Batswana au pluriel ; voir aussi à Bophuthatswana.
Le pays était appelé Betchouanaland (Bechuanaland en anglais) avant l'indépendance.
  - Gaborone : Gaboronais, Gaboronais, Gaboronaise, Gaboronaises

- Brésil (le) : Brésilien, Brésiliens, Brésilienne, Brésiliennes 
  - Brasilia et District fédéral (Brésil) : Brasilien, Brasiliens, Brasilienne, Brasiliennes
  - Pour les autres gentilés, voir l'article Gentilés du Brésil.

- Brunei (le) ou Brunei Darussalam (le) : Brunéien, Brunéiens, Brunéienne, Brunéiennes 
  - Bandar Seri Begawan : Bandarois, Bandarois, Bandaroise, Bandaroises

- Bulgarie (la) : Bulgare, Bulgares  (invariant au féminin) ; glottonyme : bulgare
  - Sofia : Sofiote, Sofiotes, Sofiote, Sofiotes (invariant au féminin)

- Burkina Faso (le) : Burkinabè (invariable), ou Burkinabé, Burkinabés, Burkinabée, Burkinabées[6],[7] 
Jusqu'en 1984 : Haute-Volta (la) ; Voltaïque, Voltaïques (invariant au féminin)
Burkina Faso signifie le « pays des hommes intègres » (en moré, Burkina signifie hommes intègres alors que Faso désigne le pays en bambara. Ces deux langues sont très utilisées par les Burkinabés.
En 1984 le gentilé Burkinabè, donné comme invariable, a été créé par les autorités en même temps que Burkina Faso, le nouveau nom du pays. Le suffixe « bè » est un héritage du fulfulde, troisième langue vernaculaire, utilisée par l'ethnie peule[8].
Le gentilé Burkinais, Burkinaise, Burkinaises, proposé par Léopold Sédar Senghor[7], est également considéré comme correct par la banque de données terminologiques et linguistiques du gouvernement du Canada TERMIUM Plus.
  - Ouagadougou : Ouagalais, Ouagalais, Ouagalaise, Ouagalaises
  - Bobo-Dioulasso : Bobolais, Bobolaise, Bobolaises
  - Voir aussi : « Gentilés : Des noms pour les habitants des provinces du Burkina », sur lefaso.net, 6 mai 2004

- Burundi (le) : Burundais, Burundais, Burundaise, Burundaises  ; glottonyme : kirundi, kinyarwanda-kirundi
  - Bujumbura : Bujumburais, Bujumburais, Bujumburaise, Bujumburaises ou Bujumburien, Bujumburiens, Bujumburienne, Bujumburiennes (arrêté du 4 novembre 1993)

## C
- Cambodge (le) : Cambodgien, Cambodgiens, Cambodgienne, Cambodgiennes  ; glottonyme : khmer
Kampuchéa démocratique : nom du pays de 1975 à 1979, lorsqu'il était dirigé par les Khmers rouges ; Kampuchéen, Kampuchéens, Kampuchéenne, Kampuchéennes
  - Phnom Penh : Phnompenhois, Phnompenhois, Phnompenhoise, Phnompenhoises

- Cameroun (le) : Camerounais, Camerounais, Camerounaise, Camerounaises
  - Douala : Doualais, Doualais, Doualaise, Doualaises
  - Garoua : Garouais, Garouais, Garouaise, Garouaises
  - Yaoundé : Yaoundéen, Yaoundéens, Yaoundéenne, Yaoundéennes

- Canada (le) : Canadien, Canadiens, Canadienne, Canadiennes
  - Ottawa : Ottavien, Ottaviens, Ottavienne, Ottaviennes
  - Québec : Québécois, Québécois, Québécoise, Québécoises
  - article détaillé : Liste de gentilés du Canada

- Cap-Vert (le) ou Cabo Verde (le) : Cap-Verdien, Cap-Verdiens, Cap-Verdienne, Cap-Verdiennes  ou Capverdien, Capverdiens, Capverdienne, Capverdiennes
  - Praia : Praïen, Praïens, Praïenne, Praïennes

- République centrafricaine (la) ou Centrafrique (la) : Centrafricain, Centrafricains, Centrafricaine, Centrafricaines 
  - Bangui : Banguissois, Banguissois, Banguissoise, Banguissoises

- Chili (le) : Chilien, Chiliens, Chilienne, Chiliennes 
  - Santiago : Santiagois, Santiagoise, Santiagoises
  - Valdivia : Valdivien, Valdiviens, Valdivienne, Valdiviennes
  - Valparaíso : Valparaisien, Valparaisienne, Valparaisiens, Valparaisiennes[9]
  - Pâques (île de) : Pascuan, Pascuans, Pascuane, Pascuanes

- Chine (la) : Chinois, Chinois, Chinoise, Chinoises  ; adjectif en composition : sino-
  - Pékin : Pékinois, Pékinoise, Pékinoises
  - Canton : Cantonais, Cantonaise, Cantonaises ; glottonyme : cantonais
  - Chengdu : Chengduan, Chengduans, Chengduane, Chengduanes
  - Hong Kong : Hongkongais, Hongkongaise, Hongkongaises
  - Macao : Macanais, Macanaise, Macanaises ou Macanéen, Macanéens, Macanéenne, Macanéennes
  - Mandchourie (la) : Mandchou, Mandchous, Mandchoue, Mandchoues ou Manchou, Manchous, Manchoue, Manchoues
  - Shanghai : Shanghaïen, Shanghaïens, Shanghaïenne, Shanghaïennes
  - Shenyang : Shenyangais, Shenyangais, Shenyangaise, Shenyangaises
  - Sichuan : Sichuanais, Sichuanais, Sichuanaise, Sichuanaises[N 2]
  - Tibet (le) : Tibétain, Tibétains, Tibétaine, Tibétaines ; glottonyme : tibétain
  - Wuhan : Wuhanais, Wuhanaise, Wuhanaises

- Chypre : Chypriote, Chypriotes ou Cypriote, Cypriotes (invariants au féminin)
  - Nicosie : Nicosien, Nicosiens, Nicosienne, Nicosiennes

- Colombie (la) : Colombien, Colombiens, Colombienne, Colombiennes
  - Bogota : Bogotanais, Bogotanais, Bogotanaise, Bogotanaises
  - Carthagène : Carthagénois, Carthagénoise, Carthagénoises

- Comores (les) : Comorien, Comoriens, Comorienne, Comoriennes ; glottonyme : comorien ou shikomori
  - Moroni : Moronien, Moronienne, Moroniens, Moroniennes ou Moronais, Moronaise, Moronais, Moronaises (arrêté du 4 novembre 1993)
  - Anjouan (île d') : Anjouanais, Anjouanaise, Anjouanais, Anjouanaises
  - Mutsamudu ou Moutsamoudou : Moutsamoudais, Moutsamoudaise, Moutsamoudais, Moutsamoudaises
  - Mohéli (île de) : Mohélien, Mohélienne, Mohéliens, Mohéliennes

- République du Congo (la) ou Congo (le), dit aussi Congo-Brazzaville : Congolais, Congolais, Congolaise, Congolaises 
  - Brazzaville : Brazzavillois, Brazzavilloise, Brazzavilloises
  - Dolisie : Dolisien, Dolisienne, Dolisien, Dolisienne[N 3]
  - Pointe-Noire : Ponténégrin, Ponténégrins, Ponténégrine, Ponténégrines

- République démocratique du Congo (la) (RDC), dit aussi Congo-Kinshasa : Congolais, Congolais, Congolaise, Congolaises 
Ex-Zaïre : Zaïrois, Zaïroise, Zaïroises 
  - Kinshasa : Kinois, Kinois, Kinoise, Kinoises
  - Pour d'autres gentilés, voir Gentilés de la république démocratique du Congo.

- Corée du Nord (la) : Nord-Coréen, Nord-Coréens, Nord-Coréenne, Nord-Coréennes  ; glottonyme : coréen
  - Pyongyang : Pyongyangais, Pyongyangaise, Pyongyangaises ou Pyongyangois, Pyongyangoise, Pyongyangoises

- Corée du Sud (la) : Sud-Coréen, Sud-Coréens, Sud-Coréenne, Sud-Coréennes  ; glottonyme : coréen
  - Séoul : Séoulien, Séouliens, Séoulienne, Séouliennes

- Costa Rica (le) : Costaricien, Costariciens, Costaricienne, Costariciennes ou Costaricain, Costaricains, Costaricaine, Costaricaines
  - San José : Joséfien, Joséfiens, Joséfienne, Joséfiennes

- Côte d'Ivoire (la) : Ivoirien, Ivoiriens, Ivoirienne, Ivoiriennes 
  - Abidjan : Abidjanais, Abidjanais, Abidjanaise, Abidjanaises ; l'hymne national est l'Abidjanaise
  - Bouaké : Bouakéen, Bouakéens, Bouakéenne, Bouakéennes
  - Yamoussoukro : Yamoussoukrois, Yamoussoukrois, Yamoussoukroise, Yamoussoukroises

- Croatie (la) : Croate, Croates  (invariant au féminin)
  - Zagreb : Zagrébois, Zagréboise, Zagréboises
  - Split : Splitois, Splitoise, Splitoises
  - Dubrovnik : Ragusain, Ragusains, Ragusaine, Ragusaines

- Cuba : Cubain, Cubains, Cubaine, Cubaines
  - La Havane : Havanais, Havanaise, Havanaises
  - Santiago de Cuba : Santiaguais, Santiaguaise, Santiaguaises

## D
- République du Dahomey (la) ( - ) : Dahoméen, Dahoméens, Dahoméenne, Dahoméennes ; voir à Bénin

- Danemark (le) : Danois, Danois, Danoise, Danoises ; glottonyme : danois
  - Copenhague : Copenhagois, Copenhagois, Copenhagoise, Copenhagoises ou Copenhaguois, Copenhaguois, Copenhaguoise, Copenhaguoises
  - Îles Féroé (les) : Féroïen, Féroïens, Féroïenne, Féroïennes ou Féringien, Féringiens, Féringienne, Féringiennes
  - Groenland (le) : Groenlandais, Groenlandais, Groenlandaise, Groenlandaises ; glottonyme : groenlandais

- Djibouti : Djiboutien, Djiboutiens, Djiboutienne, Djiboutiennes
  - Dikhil : Dikhilois, Dikhiloise, Dikhiloises
  - Djibouti (ville) : Djiboutien, Djiboutiens, Djiboutienne, Djiboutiennes ou Djiboutois, Djiboutoise, Djiboutoises
  - Obock : Obockois, Obockoise, Obockoises
  - Tadjourah : Tadjourien, Tadjouriens, Tadjourienne, Tadjouriennes

- République dominicaine (la) : Dominicain, Dominicains, Dominicaine, Dominicaines
  - Saint-Domingue (un temps Ciudad Trujillo) : Domingois, Domingois, Domingoise, Domingoises

- Dominique (la) : Dominiquais, Dominiquais, Dominiquaise, Dominiquaises 
  - Roseau : Roselien, Roseliens, Roselienne, Roseliennes

## E
- Égypte (l') : Égyptien, Égyptiens, Égyptienne, Égyptiennes ; adjectif en composition : égypto-
  - Le Caire : Cairote, Cairotes (invariant au féminin)
  - Alexandrie : Alexandrin, Alexandrins, Alexandrine, Alexandrines
  - Assouan : Assouanais, Assouanais, Assaouanaise, Assaouanaises
  - Mansourah : Mansouriote[10], Mansouriotes, Mansouriote, Mansouriotes (invariant au féminin)

- Émirats arabes unis (les) : Émirati, Émiratis, Émiratie, Émiraties[1] ou  Émirien, Émiriens, Émirienne, Émiriennes  (arrêté du 4 novembre 1993)
  - Abou Dabi ou Abou Dhabi : Aboudabien, Aboudabiens, Aboudabienne, Aboudabiennes ou Aboudhabien, Aboudhabiens, Aboudhabienne, Aboudhabiennes
  - Doubaï ou Dubaï : Doubaïen, Doubaïens, Doubaïenne, Doubaïennes ou Doubaïote, Doubaïotes ou Dubaïote, Dubaïotes

- Équateur (l') : Équatorien, Équatoriens, Équatorienne, Équatoriennes
  - Quito : Quiténien, Quiténiens, Quiténienne, Quiténiennes

- Érythrée (l') : Érythréen, Érythréens, Érythréenne, Érythréennes ; glottonyme : tigrigna
  - Asmara : Asmaréen, Asmaréens, Asmaréenne, Asmaréennes

- Espagne (l') : Espagnol, Espagnols, Espagnole, Espagnoles ; adjectif composé : hispano- ; glottonyme en rapport avec le gentilé : espagnol (ou castillan)
  - Madrid : Madrilène, Madrilènes (invariant au féminin)
  - Pour les autres gentilés, voir Liste de gentilés d'Espagne

- Estonie (l') : Estonien, Estoniens, Estonienne, Estoniennes ; glottonyme : estonien
  - Tallinn : Tallinnois, Tallinnoise, Tallinnoises (le dictionnaire Hachette indique par erreur Tallinnais)

- Eswatini (l') : Eswatini, Eswatinis, Eswatinienne, Eswatiniennes ou Swatinien, Swatiniens, Swatinienne, Swatiniennes[2] ; glottonyme : swati ou siswati
  - Lobamba : Lobambais, Lobambais, Lobambaise, Lobambaises
  - Mbabane : Mbabanais, Mbabanais, Mbabanaise, Mbabanaises

- États-Unis (les) ou États-Unis d'Amérique (les) :  Américain, Américains, Américaine, Américaines ou États-Unien, États-Uniens, États-Unienne, États-Uniennes ; adjectif qualificatif composé : américano-
  - Pour les autres gentilés, voir Gentilés des États-Unis

- Éthiopie (l') : Éthiopien, Éthiopiens, Éthiopienne, Éthiopiennes ; glottonyme : amharique
Autrefois Abyssinie (l') :  Abyssin, Abyssins, Abyssine, Abyssines  ou  Abyssinien, Abyssiniens, Abyssinienne, Abyssiniennes 
  - Addis-Abeba : Addis-Abébien, Addis-Abébiens, Addis-Abébienne, Addis-Abébiennes
  - Ogaden (l') : Ogadini, Ogadinis, Ogadinie, Ogadinies
  - Tigré (le) : Tigréen, Tigréens, Tigréenne, Tigréennes

## F
- Fidji (les) : Fidjien, Fidjiens, Fidjienne, Fidjiennes
  - Suva : Suvien, Suviens, Suvienne, Suviennes

- Finlande (la) : Finlandais, Finlandaise, Finlandaises ; glottonyme : finnois ; adjectif en composition : finno- ; ethnonyme :  Finnois, Finnoise, Finnoises 
  - Helsinki : Helsinkien, Helsinkiens, Helsinkienne, Helsinkiennes

- Formose : Formosan, Formosans, Formosane, Formosanes  : voir à Taïwan

- France (la) : Français, Française, Françaises ; adjectif : français, française, françaises ; adjectif en composition : franco- ; glottonyme : français
  - Paris : Parisien, Parisiens, Parisienne, Parisiennes ; journal local : Le Parisien
  - Marseille : Marseillais, Marseillais, Marseillaise, Marseillaises ou Phocéen, Phocéens, Phocéenne, Phocéennes ; La Marseillaise, titre de l'hymne national de la République française ; La Marseillaise, journal quotidien de Marseille 
  - Lyon : Lyonnais, Lyonnais, Lyonnaise, Lyonnaise
  - Lille : Lillois, Lillois, Lilloise, Lilloises
  - Bordeaux : Bordelais, Bordelais, Bordelaise, Bordelaises
  - Toulouse : Toulousain, Toulousains, Toulousaine, Toulousaines 
  - Nice : Niçois, Niçois, Niçoise, Niçoises
  - Besançon : Bisontin, Bisontins, Bisontine, Bisontines
  - Pour les autres gentilés, voir Gentilés de France

## G
- Gabon (le) : Gabonais, Gabonais, Gabonaise, Gabonaises
  - Libreville : Librevillois, Librevillois, Librevilloise, Librevilloises
  - Port-Gentil : Port-Gentillais, Port-Gentillais, Port-Gentillaise, Port-Gentillaises
  - Franceville : Francevillois, Francevilloise, Francevilloises[N 4]

- Gambie (la) : Gambien, Gambiens, Gambienne, Gambiennes
  - Banjul : Banjulien, Banjuliens, Banjulienne, Banjuliennes

- Géorgie (la) : Géorgien, Géorgiens, Géorgienne, Géorgiennes ; glottonyme : géorgien
  - Tbilissi : Tbilissien, Tbilissiens, Tbilissienne, Tbilissiennes
  - Adjarie (République autonome d') : Adjar, Adjars, Adjare, Adjares ou Adjareli, Adjarelis, Adjarelie, Adjarelies[11]
  - Abkhazie (République autonome d') : Abkhaze, Abkhazes, Abkhaze, Abkhazes ou Abkhazien, Abkhaziens, Abkhazienne, Abkhaziennes

- Ghana (le) : Ghanéen, Ghanéens, Ghanéenne, Ghanéennes
  - Accra : Accréen, Accréen, Accréenne, Accréennes

- Grande-Bretagne (la) : voir à Royaume-Uni

- Grèce (la)  ou République hellénique (la) : Grec, Grecs, Grecque, Grecques  ; glottonyme : grec ; adjectifs : grec, grecs, grecque, grecques et hellénique, helléniques (invariant au féminin) ; gréco- et helléno- en composition
  - Athènes : Athénien, Athéniens, Athénienne, Athéniennes
  - Pour les autres gentilés, voir Gentilés de Grèce.

- Grenade (la) : Grenadien, Grenadiens, Grenadienne, Grenadiennes
  - Saint-Georges : Saint-Georgien, Saint-Georgiens, Saint-Georgienne, Saint-Georgiennes

- Guatemala (le) ou Guatémala (le) : Guatémaltèque, Guatémaltèques, Guatémaltèque, Guatémaltèques
  - Guatemala ou Guatémala : Guatémalien, Guatémaliens, Guatémalienne, Guatémaliennes

- Guinée (la) : Guinéen, Guinéens, Guinéenne, Guinéennes
  - Conakry : Conakrien, Conakriens, Conakrienne, Conakriennes ou Conakryka, Conakrykas, Conakryka, Conakrykas

- Guinée-Bissau (la) ou la Guinée-Bissao (la) : Bissau-Guinéen, Bissau-Guinéens, Bissau-Guinéenne, Bissau-Guinéennes (Canada) ou Bissaoguinéen, Bissaoguinéens, Bissaoguinéenne, Bissaoguinéennes (France) ou Bissao-Guinéen, Bissao-Guinéens, Bissao-Guinéenne, Bissao-Guinéennes (arrêté du 4 novembre 1993)
  - Bissau ou Bissao : Bissalien, Bissaliens, Bissalienne, Bissaliennes

- Guinée équatoriale (la) : Équatoguinéen, Équatoguinéens, Équatoguinéenne, Équatoguinéennes[6] ou Équato-Guinéen, Équato-Guinéens, Équato-Guinéenne, Équato-Guinéennes (Canada)
  - Malabo : Malabéen, Malabéens, Malabéenne, Malabéennes

- Guyana (le) ou République du Guyana (la) : Guyanien, Guyaniens, Guyanienne, Guyaniennes ou Guyanais, Guyanais, Guyanaise, Guyanaises d'après le Petit Robert.
  - Georgetown : Georgetonien, Georgetoniens, Georgetonienne, Georgetoniennes

## H
- Haïti : Haïtien, Haïtiens, Haïtienne, Haïtiennes ; glottonyme : créole haïtien
  - Port-au-Prince : Principortain, Principortains, Principortaine, Principortaines ou Port-au-princien, Port-au-princiens, Port-au-princienne, Port-au-princiennes (arrêté du 4 novembre 1993)
  - Cap-Haïtien : Capois, Capois, Capoise, Capoises

- Haute-Volta (la) : Voltaïque, Voltaïques, Voltaïque, Voltaïques ; aujourd'hui Burkina Faso

- Honduras (le) : Hondurien, Honduriens, Hondurienne, Honduriennes
  - Tegucigalpa : Tégucigalpais, Tégucigalpais, Tégucigalpaise, Tégucigalpaises

- Hongrie (la) : Hongrois, Hongrois, Hongroise, Hongroises ; glottonyme : hongrois
En français,  Magyar, Magyars, Magyare, Magyares  est utilisé comme ethnonyme et désigne l'ensemble des personnes parlant le hongrois y compris celles qui vivent hors des frontières actuelles de la Hongrie.
  - Budapest : Budapestois, Budapestois, Budapestoise, Budapestoises

## I
- Inde (l') : Indien, Indiens, Indienne, Indiennes ; glottonymes : hindi, hindoustani
  - New Delhi : New-Delhien, New-Delhiens, New-Delhienne, New-Delhiennes ou Delhiite, Delhiites, Delhiite, Delhiites
  - Bombay : Bombayen, Bombayens, Bombayenne, Bombayennes
  - Chennai ou Madras : Madrasien, Madrasiens, Madrasienne, Madrasiennes
  - Goa : Goan, Goans, Goane, Goanes
  - Pondichéry : Pondichérien, Pondichériens, Pondichérienne, Pondichériennes

- Indochine (l') ( -1954) : Indochinois, Indochinois, Indochinoise, Indochinoises

- Indonésie (l') : Indonésien, Indonésiens, Indonésienne, Indonésiennes ; glottonyme : indonésien ou bahasa Indonesia
Avant l'indépendance : Indes orientales néerlandaises (les) ou Indes néerlandaises (les)
  - Jakarta : Jakartanais, Jakartanaise, Jakartanaises ou Djakartanais, Djakartanaise, Djakartanaises (Le Monde écrit toujours « Djakarta » malgré la réforme orthographique de l'indonésien de 1972)
    - Avant l'indépendance : Batavia, nom donné par les Hollandais en souvenir des Bataves : Batavien, Bataviens, Batavienne, Bataviennes

  - île de Bornéo : Bornéen, Bornéens, Bornéenne, Bornéennes
  - île de Java : Javanais, Javanais, Javanaise, Javanaises ; glottonyme : javanais
  - île de Sumatra : Sumatranais, Sumatranais, Sumatranaise, Sumatranaises
    - région d'Aceh : Acehnais, Acehnais, Acehnaise, Acehnaises ou Atjehnais, Atjehnais, Atjehnaise, Atjehnaises

  - Irian Jaya (partie occidentale de la Nouvelle-Guinée) : Irianais, Irianais, Irianaise, Irianaises
  - archipel des Moluques : Moluquois, Moluquois, Moluquoise, Moluquoises
    - île de Bali : Balinais, Balinais, Balinaise, Balinaises

- Irak (l') ou Iraq (l') : Irakien, Irakiens, Irakienne, Irakiennes ou Iraquien, Iraquiens, Iraquienne, Iraquiennes
Nom antique : Mésopotamie (la) : Mésopotamien, Mésopotamiens, Mésopotamienne, Mésopotamiennes 
  - Bagdad : Bagdadien, Bagdadiens, Bagdadienne, Bagdadiennes ou Bagdadi, Bagdadis, Bagdadie, Bagdadies
  - Tikrit : Tikriti, Tikritis, Tikritie, Tikrities

- Iran (l') : Iranien, Iraniens, Iranienne, Iraniennes ; glottonyme : persan ou farsi
Jusqu'en 1935 : Perse (la) : Persan, Persans, Persane, Persanes 
Antiquité : Perse (la) et Empire perse (l') : Perse, Perses, Perse, Perses  ; glottonyme : vieux perse
  - Téhéran : Téhéranais, Téhéranais, Téhéranaise, Téhéranaises

- Irlande (l') : Irlandais, Irlandais, Irlandaise, Irlandaises ; glottonyme : irlandais ou gaélique irlandais
  - Dublin : Dublinois, Dublinois, Dublinoise, Dublinoises

- Islande (l') : Islandais, Islandais, Islandaise, Islandaises ; glottonyme : islandais
  - Reykjavik : Reykjavikois, Reykjavikoise, Reykjavikoises

- Israël : Israélien, Israéliens, Israélienne, Israéliennes ; adjectif israélo- en composition ; glottonyme : hébreu (adjectif qualificatif associé : hébraïque).
  - Haïfa : Haïfaïen, Haïfaïens, Haïfaïenne, Haïfaïennes
  - Jérusalem : Hiérosolymitain, Hiérosolymitains, Hiérosolymitaine, Hiérosolymitaines ou Hyérosolymite, Hyérosolymites (invariable en genre)
  - Tel Aviv-Jaffa, Tel-Aviv-Jaffa ou Tel-Aviv : Telavivien, Telaviviens, Telavivienne, Telaviviennes
  - Nazareth : Nazaréen, Nazaréens, Nazaréenne, Nazaréennes
  - Galilée (la) : Galiléen, Galiléens, Galiléenne, Galiléennes

- Italie (l') : Italien, Italiens, Italienne, Italiennes ; adjectif italo- en composition ; glottonyme : italien
  - Rome : Romain, Romains, Romaine, Romaines
  - Pour les autres gentilés, voir Gentilés d'Italie.

## J
- Jamaïque (la) : Jamaïcain, Jamaïcains, Jamaïcaine, Jamaïcaines  ou Jamaïquain, Jamaïquains, Jamaïquaine, Jamaïquaines
  - Kingston : Kingstonien, Kingstoniens, Kingstonienne, Kingstoniennes

- Japon (le) : Japonais, Japonais, Japonaise, Japonaises 
Voir aussi à Noms du Japon : le gentilé  Nippon, Nippons, Nippone, Nippones  ou  Nippon, Nippons, Nipponne, Nipponnes  est aussi usité.
  - Tokyo : Tokyoïte, Tokyoïtes ou Tokyote, Tokyotes (invariant au féminin)
  - Kobe ou Kobé : Kobéen, Kobéens, Kobéenne, Kobéennes
  - Okinawa (île) : Okinawaïen, Okinawaïens, Okinawaïenne, Okinawaïennes ; glottonyme : okinawaïen
  - Osaka : Osakien, Osakiens, Osakienne, Osakiennes

- Jordanie (la) : Jordanien, Jordaniens, Jordanienne, Jordaniennes 
  - Amman : Ammanien, Ammaniens, Ammanienne, Ammaniennes

## K
- Kazakhstan (le) : Kazakh, Kazakhs, Kazakhe, Kazakhes ou Kazakhstanais, Kazakhstanais, Kazakhstanaise, Kazakhstanaises ; glottonyme : kazakh
  - Almaty (Alma-Ata pendant la période soviétique) : Almatais, Almataise, Almataises
  - Noursoultan, précédemment Astana : Astanais, Astanaise, Astanaises

- Kenya (le) ou Kénya (le) : Kényan, Kényans, Kényane, Kényanes ; adjectif : kényan, kényans, kényane, kényanes ; glottonyme : kiswahili
  - Nairobi : Nairobien, Nairobiens, Nairobienne, Nairobiennes

- Kirghizistan (le), Kirghizstan (le) ou Kirghizie (la) : Kirghize, Kirghizes, Kirghize, Kirghizes ou Kirghiz, Kirghiz, Kirghize, Kirghizes ; glottonyme : kirghize
  - Bichkek (Frounzé pendant la période soviétique) : Bichkékien, Bichkékiens, Bichkékienne, Bichkékiennes ou Bichkékois, Bichkékois, Bichkékoise, Bichkékoises

- Kiribati (les) ou Kiribati : Kiribatien, Kiribatiens, Kiribatienne, Kiribatiennes  ; glottonyme : gilbertin
  - Tarawa ou Bairiki : Tarawais, Tarawais, Tarawaise, Tarawaises

- Kosovo (le) : Kosovar, Kosovars, Kosovare, Kosovares  ou Kossovien, Kossoviens, Kossovienne, Kossoviennes[12]
  - Pristina : Pristinois, Pristinois, Pristinoise, Pristinoises ou Pristinais, Pristinais, Pristinaise, Pristinaises

- Koweït (le) : Koweïtien, Koweïtiens, Koweïtienne, Koweïtiennes
  - Koweït : Koweïtien, Koweïtiens, Koweïtienne, Koweïtiennes

## L
- Laos (le) : Laotien, Laotiens, Laotienne, Laotiennes ; glottonyme : lao
  - Vientiane : Vientianais, Vientianais, Vientianaise, Vientianaises

- Lesotho (le) ou Lésotho (le) : Lésothien, Lésothiens, Lésothienne, Lésothiennes ou Lesothan, Lesothans, Lesothane, Lesothanes ; glottonyme : sotho du Sud
  - Maseru : Masérois, Masérois, Maséroise, Maséroises

- Lettonie (la) : Letton, Lettons, Lettone, Lettones ou  Letton, Lettons, Lettonne, Lettonnes  ou encore, d’après le nom du pays en letton (Latvija) : Latvien, Latviens, Latvienne, Latviennes (le Petit Robert) ; glottonyme : letton ou lette.
  - Riga : Rigois, Rigois, Rigoise, Rigoises

- Liban (le) : Libanais, Libanais, Libanaise, Libanaises ; adjectif correspondant : libanais, libanais, libanaise, libanaises ; adjectif en composition : libano-
  - Beyrouth : Beyrouthin, Beyrouthins, Beyrouthine, Beyrouthines[6]
  - Pour les autres gentilés, voir l’article Gentilés du Liban.

- Liberia (le) ou Libéria (le) : Libérien, Libériens, Libérienne, Libériennes
  - Monrovia : Monrovien, Monroviens, Monrovienne, Monroviennes

- Libye (la) : Libyen, Libyens, Libyenne, Libyennes
  - Tripoli : Tripolitain, Tripolitains, Tripolitaine, Tripolitaines
Tripoli est la ville-centre de la Tripolitaine. Les habitants de la Tripolitaine sont aussi appelés les Tripolitains.

- Liechtenstein (le) : Liechtensteinois, Liechtensteinois, Liechtensteinoise, Liechtensteinoises
  - Vaduz : Vaduzien, Vaduziens, Vaduzienne, Vaduziennes

- Lituanie (la) : Lituanien, Lituaniens, Lituanienne, Lituaniennes ; glottonyme : lituanien
  - Vilnius (ou Vilna) : Vilnois, Vilnois, Vilnoise, Vilnoises (le dictionnaire Hachette indique par erreur Vilnien)

- Luxembourg (le) : Luxembourgeois, Luxembourgeois, Luxembourgeoise, Luxembourgeoises ; glottonyme : luxembourgeois
  - Luxembourg : Luxembourgeois, Luxembourgeois, Luxembourgeoise, Luxembourgeoises

## M
- Macédoine du Nord (la) : Macédonien, Macédoniens, Macédonienne, Macédoniennes ; glottonyme : macédonien
  - Skopje : Skopiote, Skopiotes (invariant au féminin)

- Madagascar : Malgache, Malgaches, Malagasy (invariant au féminin) ; glottonyme : malgache ou malagasy
  - Antananarivo (Tananarive) : Tananarivien, Tananariviens, Tananarivienne, Tananariviennes ou Antananarivien, Antananariviens, Antananarivienne, Antananariviennes
  - Antsirabe : Antsirabéen, Antsirabéens, Antsirabéenne, Antsirabéennes[N 5]
  - Antsiranana (Diégo-Suarez) : Diégolais, Diégolaise, Diégolaises
  - Fianarantsoa : Fianarois, Fianarois, Fianaroise, Fianaroises[N 5]
  - Mahajanga (Majunga) : Majungais, Majungaise, Majungaises
  - Toamasina (Tamatave) : Tamatavien, Tamataviens, Tamatavienne, Tamataviennes
  - Toliara (Tuléar) : Tuléarois, Tuléarois, Tuléaroise, Tuléaroises[N 5]

- Malaisie (la) : Malaisien, Malaisiens, Malaisienne, Malaisiennes ou Malais, Malais, Malaise, Malaises ou Malaysien, Malaysiens, Malaysienne, Malaysiennes ; glottonyme : malais
  - Kuala Lumpur : Kaélois, Kaélois, Kaéloise, Kaéloises

- Malawi (le) : Malawite, Malawites (invariant au féminin) ou Malawien, Malawiens, Malawienne, Malawiennes (arrêté du 4 novembre 1993) 
  - Lilongwe : Lilongwéen, Lilongwéens, Lilongwéenne, Lilongwéennes ou Lilongwais, Lilongwais, Lilongwaise, Lilongwaises

- Maldives (les) : Maldivien, Maldiviens, Maldivienne, Maldiviennes
  - Malé : Maléen, Maléens, Maléenne, Maléennes

- Mali (le) : Malien, Maliens, Malienne, Maliennes
Constituait le Soudan français avant d'être indépendant.
  - Bamako : Bamakois, Bamakois, Bamakoise, Bamakoises
  - Sikasso : Sikassois, Sikassois, Sikassoise, Sikassoises

- Malte : Maltais, Maltais, Maltaise, Maltaises ; glottonyme : maltais
  - La Valette : Valettin, Valettins, Valettine, Valettines

- Maroc (le) : Marocain, Marocains, Marocaine, Marocaines ; adjectif maroco- en composition ; glottonyme : arabe marocain
  - Rabat : Rabatais, Rabatais, Rabataise, Rabataises ou Rabati, Rabatis, Rabatie, Rabaties ou Rabati (invariant) (arrêté du 4 novembre 1993)
  - Pour les autres gentilés, voir Gentilés du Maroc

- Îles Marshall (les) : Marshallais, Marshallais, Marshallaise, Marshallaises ; glottonyme : marshallais
  - Majuro : Majurois, Majurois, Majuroise, Majuroises

- Maurice : Mauricien, Mauriciens, Mauricienne, Mauriciennes ; gentilé : créole mauricien
  - Port-Louis : Portlouisien, Portlouisiens, Portlouisienne, Portlouisiennes ou Port-Louisiens, Port-Louisiens, Port-Louisienne, Port-Louisiennes
  - Beau Bassin-Rose Hill : Beaubassinois, Beaubassinoise, Beaubassinoises
  - Curepipe : Curepipien, Curepipiens, Curepipienne, Curepipiennes
  - Flacq : Flacquois, Flacquoise, Flacquoises
  - Mahébourg : Mahébourgeois, Mahébourgeoise, Mahébourgeoises
  - Quatre Bornes : Quatrebornais, Quatrebornaise, Quatrebornaises
  - Rodrigues : Rodriguais, Rodriguaise, Rodriguaises

- Mauritanie (la) : Mauritanien, Mauritaniens, Mauritanienne, Mauritaniennes ; glottonyme : hassanya ou arabe mauritanien
La Maurétanie fut une province de l'Empire romain :  Maure, Maures, Maure, Maures  (invariant au féminin)
  - Nouakchott : Nouakchottois, Nouakchottois, Nouakchottoise, Nouakchottoises

- Mexique (le) : Mexicain, Mexicains, Mexicaine, Mexicaines
  - Mexico : Mexicain, Mexicains, Mexicaine, Mexicaines

- États fédérés de Micronésie (la) ou États fédérés de Micronésie (les) : Micronésien, Micronésiens, Micronésienne, Micronésiennes 
  - Palikir : Palikirien, Palikiriens, Palikirienne, Palikiriennes

- Moldavie (la) ou République de Moldavie (la) : Moldave, Moldaves  (invariant au féminin) ; glottonymes : moldave, roumain
L'arrêté du 4 novembre 1993 donne aussi Moldova en variante.
  - Chișinău : Chisinovien, Chisinoviens, Chisinovienne, Chisinoviennes ou Chisinéen, Chisinéens, Chisinéenne, Chisinéennes

- Monaco : Monégasque, Monégasques, Monégasque, Monégasques ; glottonyme : monégasque

- Monténégro : Monténégrin, Monténégrins, Monténégrine, Monténégrines ; glottonymes : monténégrin, serbo-croate
  - Podgorica : Podgoricien, Podgoriciens, Podgoricienne, Podgoriciennes

- Mongolie (la) : Mongol, Mongols, Mongole, Mongoles ; glottonyme : mongol
  - Oulan-Bator : Oulan-batorais, Oulan-batorais, Oulan-batoraise, Oulan-batoraises

- Mozambique (le) : Mozambicain, Mozambicains, Mozambicaine, Mozambicaines
  - Maputo : Maputien, Maputiens, Maputienne, Maputiennes ou Maputais, Maputais, Maputaise, Maputaises (arrêté du 4 novembre 1993)

- Birmanie (le) : Myanmarais, Myanmarais, Myanmaraise, Myanmaraises ; voir aussi à Birmanie

## N
- Namibie (la) : Namibien, Namibiens, Namibienne, Namibiennes
  - Windhoek : Windhoekien, Windhoekiens, Windhoekienne, Windhoekiennes

- Nauru : Nauruan, Nauruans, Nauruane, Nauruanes
  - Yaren : Yarénien, Yaréniens, Yarénienne, Yaréniennes

- Népal (le) : Népalais, Népalais, Népalaise, Népalaises ; glottonyme : népalais ou népali
  - Katmandou : Katmandais, Katmandais, Katmandaises, Katmandaises

- Nicaragua (le) : Nicaraguayen, Nicaraguayens, Nicaraguayenne, Nicaraguayennes
  - Managua : Managuayen, Managuayens, Managuayenne, Managuayennes

- Niger (le) : Nigérien, Nigériens, Nigérienne, Nigériennes
  - Niamey : Niaméen, Niaméens, Niaméenne, Niaméennes ou Niaméyen, Niaméyens, Niaméyenne, Niaméyennes
  - Agadez : Agadézien, Agadéziens, Agadézienne, Agadéziennes[N 6]
  - Zinder : Zindérois, Zindérois, Zindéroise, Zindéroises[N 7]

- Nigeria (le) ou Nigéria (le) : Nigérian, Nigérians, Nigériane, Nigérianes
  - Abuja : Abujanais, Abujanais, Abujanaise, Abujanaises
  - Lagos : Lagotien, Lagotiens, Lagotienne, Lagotiennes
  - Biafra (le) : Biafrais, Biafrais, Biafraise, Biafraises

- Niue ou Nioué : Niouéen, Niouéens, Niouéenne, Niouéennes 
  - État indépendant librement associé à la Nouvelle-Zélande.

- Norvège (la) : Norvégien, Norvégiens, Norvégienne, Norvégiennes ; glottonyme : norvégien
  - Oslo : Oslovien, Osloviens, Oslovienne, Osloviennes ou Osloïte, Osloïtes (invariant au féminin)

- Nouvelle-Zélande (la) : Néo-Zélandais, Néo-Zélandais, Néo-Zélandaise, Néo-Zélandaises  ou Néozélandais, Néozélandais, Néozélandaise, Néozélandaises
  - Wellington : Wellingtonien, Wellingtoniens, Wellingtonienne, Wellingtoniennes
  - Auckland : Aucklandais, Aucklandais, Aucklandaise, Aucklandaises[N 8]

## O
- Oman : Omanais, Omanais, Omanaise, Omanaises ou Omani, Omanis, Omanie, Omanies
  - Mascate : Mascatais, Mascatais, Mascataise, Mascataises

- Ouganda (l') : Ougandais, Ougandais, Ougandaise, Ougandaises ; glottonyme : swahili
  - Kampala : Kampalais, Kampalais, Kampalaise, Kampalaises

- Ouzbékistan (l') : Ouzbek, Ouzbeks, Ouzbèke, Ouzbèkes ou Ouzbèque, Ouzbèques (invariant au féminin)
  - Tachkent : Tachkentois, Tachkentois, Tachkentoise, Tachkentoises
  - Boukhara : Boukhariote, Boukhariotes, Boukhariote, Boukhariotes
  - Samarcande : Samarcandais, Samarcandais, Samarcandaise, Samarcandaises

## P
- Pakistan (le) : Pakistanais, Pakistanais, Pakistanaise, Pakistanaises ; glottonymes : ourdou ; hindoustani
  - Islamabad : Islamabadien, Islamabadiens, Islamabadienne, Islamabadiennes
  - Karachi : Karachite, Karachites, Karachite, Karachites
  - Lahore : Lahorais, Lahorais, Lahoraise, Lahoraises

- Palaos (ou Palau) : Palaosien, Palaosiens, Palaosienne, Palaosiennes  ou Palaois, Palaois, Palaoise, Palaoises ou Palauan, Palauans, Palauane, Palauanes
  - Melekeok : Mélékéokien, Mélékéokiens, Mélékéokienne, Mélékéokiennes

- Palestine (la) : Palestinien, Palestiniens, Palestinienne, Palestiniennes
  - Cisjordanie : Cisjordanien, Cisjordaniens, Cisjordanienne, Cisjordaniennes
  - Gaza : Gazaoui, Gazaouis, Gazaouie, Gazaouies ou Gazaouite, Gazaouites (invariant au féminin)

- Panama (le) : Panaméen, Panaméens, Panaméenne, Panaméennes ou Panamien, Panamiens, Panamienne, Panamiennes
  - Panama (ville) : Panaméen, Panaméens, Panaméenne, Panaméennes

- Papouasie-Nouvelle-Guinée (la) : Papouasien, Papouasiens, Papouasienne, Papouasiennes ou  Papouan-Néo-Guinéen, Papouans-Néo-Guinéens, Papouane-Néo-Guinéenne, Papouanes-Néo-Guinéennes  (Papous désigne l'ensemble des habitants de l'île, y compris ceux de la moitié occidentale sous souveraineté indonésienne) ; glottonyme : tok pisin
  - Port Moresby : Moresbien, Moresbiens, Moresbienne, Moresbiennes

- Paraguay (le) : Paraguayen, Paraguayens, Paraguayenne, Paraguayennes
  - Asuncion : Assomptionnais, Assomptionnais, Assomptionnaise, Assomptionnaises

- Pays-Bas (les) : Néerlandais, Néerlandais, Néerlandaise, Néerlandaises ; glottonyme : néerlandais
  - Amsterdam : Amstellodamois, Amstellodamois, Amstellodamoise, Amstellodamoises ou Amstellodamien, Amstellodamiens, Amstellodamienne, Amstellodamiennes (arrêté du 4 novembre 1993)
  - Delft : Delftois, Delftois, Delftoise, Delftoises
  - Groningue : Groningois, Groningois, Groningoise, Groningoises
  - Haarlem : Haarlemois, Haarlemois, Haarlemoise, Haarlemoises
  - La Haye : Haguenais, Haguenais, Haguenaise, Haguenaises ou Haguenois, Haguenois, Haguenoise, Haguenoises
  - Leyde : Leydois, Leydois, Leydoise, Leydoises
  - Maastricht : Maastrichtois, Maastrichtois, Maastrichtoise, Maastrichtoises
  - Rotterdam : Rotterdamois, Rotterdamois, Rotterdamoise, Rotterdamoises
  - Utrecht : Utrechtois, Utrechtois, Utrechtoise, Utrechtoises
  - Hollande (la) : Hollandais, Hollandais, Hollandaise, Hollandaises
  - Zélande (la) : Zélandais, Zélandais, Zélandaise, Zélandaises

- Pérou (le) : Péruvien, Péruviens, Péruvienne, Péruviennes
  - Lima : Liménien, Liméniens, Liménienne, Liméniennes

- Philippines (les) : Philippin, Philippins, Philippine, Philippines ; glottonymes : philippin ou filipino, langues bicol, cebuano, chavacano, ilocano, pampangue, pangasinan
  - Manille : Manillais, Manillais, Manillaise, Manillaises ou Manilène, Manilènes (invariant au féminin)
  - Région de Bicol : Bicolano

- Pologne (la) : Polonais, Polonais, Polonaise, Polonaises ; glottonyme : polonais ; la polka et la polonaise sont des danses ; la Polonia désigne la diaspora polonaise ; adjectif composé : polono-
  - Varsovie : Varsovien, Varsoviens, Varsovienne, Varsoviennes
  - Cracovie : Cracovien, Cracoviens, Cracovienne, Cracoviennes
  - Gdańsk, Dantzig ou Dantzick : Gdanskois, Gdanskois, Gdanskoise, Gdanskoises ou Dantzickois, Dantzickois, Dantzickoise, Dantzickoises
  - Lublin : Lublinois, Lublinois, Lublinoise, Lublinoises
  - Poznań : Poznanien, Poznaniens, Poznanienne, Poznaniennes
  - Wrocław ou Vratislavie : (hist.) Breslavien, Breslaviens, Breslavienne, Breslaviennes[N 9]
  - Galicie (la) : Galicien, Galiciens, Galicienne, Galiciennes
  - Mazovie (la) : Mazovien, Mazoviens, Mazovienne, Mazoviennes
  - Poméranie (la) : Poméranien, Poméraniens, Poméranienne, Poméraniennes
  - Silésie (la) : Silésien, Silésiens, Silésienne, Silésiennes

- Portugal (le) : Portugais, Portugais, Portugaise, Portugaises ; glottonymes : portugais ; adjectif composé : luso-
  - Lisbonne : Lisbonnin, Lisbonnins, Lisbonnine, Lisbonnines, Lisboète, Lisboètes (invariant au féminin) ou Lisbonnais, Lisbonnais, Lisbonnaise, Lisbonnaises
  - Porto : Portuan, Portuans, Portuane, Portuanes

## Q
- Qatar (le) : Qatari, Qataris, Qatarie, Qataries[1] ou Qatarien, Qatariens, Qatarienne, Qatariennes[13] (arrêté du 4 novembre 1993) ou plus rarement Qatariote, Qatariotes (invariant au féminin).
  - Doha : Dohanais, Dohanais, Dohanaise, Dohanaises

## R
- Roumanie (la) : Roumain, Roumains, Roumaine, Roumaines ; glottonyme : roumain
  - Bucarest : Bucarestois, Bucarestois, Bucarestoise, Bucarestoises
  - Iași ou Jassy[14] : Jassien, Jassiens, Jassienne, Jassiennes
  - Bucovine (la) : Bucovinien, Bucoviniens, Bucovinienne, Bucoviniennes
  - Moldavie (la région roumaine) : Moldave, Moldaves (invariant au féminin)
  - Dobroudja (la) ou Drobogée (la) : Dobrogéen, Dobrogéens, Dobrogéenne, Dobrogéennes
  - Munténie (la) : Munténien, Munténiens, Munténienne, Munténiennes
  - Olténie (l') : Olténien, Olténiens, Olténienne, Olténiennes
  - Transylvanie (la) : Transylvain , Transylvains, Transylvaine, Transylvaines
  - Valachie (la) (prononcer « Valaquie ») : Valaque, Valaques (invariant au féminin)

- Royaume-Uni (le) : Britannique, Britanniques, Britannique, Britanniques (invariant au féminin) ; glottonyme : anglais ; adjectif composé britannico- (Conseil britannico-irlandais)
  - Angleterre (l') : Anglais, Anglais, Anglaise, Anglaises
    - Londres : Londonien, Londoniens, Londonienne, Londoniennes
    - Liverpool : Liverpoolien, Liverpooliens, Liverpoolienne, Liverpooliennes

  - pour les autres gentilés, y compris ceux des territoires d'outre-mer, voir Gentilés du Royaume-Uni

- Russie (la) : Russe, Russes (invariant au féminin) ; glottonyme : russe ; l'adjectif correspondant est russe, russes ; adjectif en composition : russo-
  - Moscou : Moscovite, Moscovites, Moscovite, Moscovites (invariant au féminin)
  - Saint-Pétersbourg : Pétersbourgeois, Pétersbourgeois, Pétersbourgeoise, Pétersbourgeoises ou Saint-Pétersbourgeois, Saint-Pétersbourgeois, Saint-Pétersbourgeoise, Saint-Pétersbourgeoises
  - Sibérie (la) : Sibérien, Sibériens, Sibérienne, Sibériennes
  - Pour les autres gentilés, voir l'article Gentilés de Russie.

- Rwanda (le) : Rwandais, Rwandais, Rwandaise, Rwandaises ou Ruandais, Ruandais, Ruandaise, Ruandaises glottonymes : kinyarwanda, langues rwanda-rundi
  - Kigali : Kigalois, Kigalois, Kigaloise, Kigaloises ou Kigalien, Kigaliens, Kigalienne, Kigaliennes

## S
- Sainte-Lucie : Saint-Lucien, Saint-Luciens, Saint-Lucienne, Saint-Luciennes ou Lucien, Luciens, Lucienne, Luciennes
  - Castries : Castrien, Castriens, Castrienne, Castriennes

- Saint-Christophe-et-Niévès ou Saint-Kitts-et-Nevis : Christophien, Christophiens, Christophienne, Christophiennes  ou Kittitien-et-Névicien, Kittitien-et-Néviciens, Kittitienne-et-Névicienne, Kittitiennes-et-Néviciennes ou Kittitien et Névicien, Kittitien et Néviciens, Kittitienne et Névicienne, Kittitiennes et Néviciennes (arrêté du 4 novembre 1993)
  - Basseterre : Basseterrien, Basseterriens, Basseterrienne, Basseterriennes

- Saint-Marin : Saint-Marinais, Saint-Marinais, Saint-Marinaise, Saint-Marinaises  ou San-Marinais, San-Marinais, San-Marinaise, San-Marinaises

- Saint-Vincent-et-les-Grenadines : Vincentais, Vincentais, Vincentaise, Vincentaises  ou Saint-Vincentais-et-Grenadin, Saint-Vincentais-et-Grenadins, Saint-Vincentaise-et-Grenadine, Saint-Vincentaises-et-Grenadines ou Saint-Vincentais et Grenadin, Saint-Vincentais et Grenadins, Saint-Vincentaise et Grenadine, Saint-Vincentaises et Grenadines (arrêté du 4 novembre 1993)
  - Kingstown : Kingstonien, Kingstoniens, Kingstonienne, Kingstoniennes

- Îles Salomon (les) : Salomonais, Salomonais, Salomonaise, Salomonaises ou Salomonien, Salomoniens, Salomonienne, Salomoniennes
  - Honiara : Honiarais, Honiarais, Honiaraise, Honiaraises

- Salvador (le) : Salvadorien, Salvadoriens, Salvadorienne, Salvadoriennes
  - San Salvador : Salvadorais, Salvadorais, Salvadoraise, Salvadoraises

- Samoa (le) ou (les, féminin) : Samoan, Samoans, Samoane, Samoanes ou Samoen, Samoens, Samoenne, Samoennes ; glottonyme : samoan
  - Apia : Apien, Apiens, Apienne, Apiennes

- Sao Tomé-et-Principe : Santoméen, Santoméens, Santoméenne, Santoméennes
  - Sao Tomé : Santoméen, Santoméens, Santoméenne, Santoméennes

- Sénégal (le) : Sénégalais, Sénégalais, Sénégalaise, Sénégalaises
  - Dakar : Dakarois, Dakarois, Dakaroise, Dakaroises
  - Diourbel : Diourbellois, Diourbellois, Diourbelloise, Diourbelloises
  - île de Gorée : Goréen, Goréens, Goréenne, Goréennes
  - Kaolack : Kaolackois, Kaolackois, Kaolackoise, Kaolackoises
  - M'bour : Mbourois, Mbourois, Mbouroise, Mbouroises
  - Rufisque : Rufisquois, Rufisquois, Rufisquoise, Rufisquoises[N 10]
  - Saint-Louis : Saint-Louisien, Saint-Louisiens, Saint-Louisienne, Saint-Louisiennes
  - Thiès : Thiessois, Thiessois, Thiessoise, Thiessoises
  - Casamance (la) : Casamançais, Casamançais, Casamançaise, Casamançaises
    - Ziguinchor : Ziguinchorois, Ziguinchorois, Ziguinchoroise, Ziguinchoroises

- Serbie (la) :  Serbe, Serbes (invariant au féminin) ; glottonyme : serbe
  - Belgrade : Belgradois, Belgradois, Belgradoise, Belgradoises
  - Voir aussi : Kosovo

- Seychelles (les) : Seychellois, Seychellois, Seychelloise, Seychelloises ; glottonyme : créole seychellois
  - Victoria : Victorien, Victoriens, Victorienne, Victoriennes

- Siam (le) ( -1938) : Siamois, Siamois, Siamoise, Siamoises ; voir à Thaïlande

- Sierra Leone (la) : Sierra-Léonais, Sierra-Léonais, Sierra-Léonaise, Sierra-Léonaises ou Sierra-Léonien, Sierra-Léoniens, Sierra-Léonienne, Sierra-Léoniennes ou Sierraléonais, Sierraléonais, Sierraléonaise, Sierraléonaises
  - Freetown : Freetonien, Freetoniens, Freetonienne, Freetoniennes

- Singapour : Singapourien, Singapouriens, Singapourienne, Singapouriennes

- Slovaquie (la) : Slovaque, Slovaques (invariant au féminin) ; glottonyme : slovaque
  - Bratislava : Bratislavien, Bratislaviens, Bratislavienne, Bratislaviennes
  - Košice : Cassovien, Cassoviens, Cassovienne, Cassoviennes
  - Nitra : Nitrien, Nitriens, Nitrienne, Nitriennes

- Slovénie (la) : Slovène, Slovènes (invariant au féminin) ; glottonyme : slovène
  - Ljubljana : Ljubljanais, Ljubljanais, Ljubljanaise, Ljubljanaises

- Somalie (la) : Somalien, Somaliens, Somalienne, Somaliennes ; glottonyme : somali
  - Mogadiscio ou Muqdisho : Mogadiscien, Mogadisciens, Mogadiscienne, Mogadisciennes

- Somaliland : Somalilandais, Somalilandaise, Somalilandaises

- Soudan (le) : Soudanais, Soudanais, Soudanaise, Soudanaises
  - Khartoum : Khartoumais, Khartoumais, Khartoumaise, Khartoumaises
  - Darfour (le) : Darfourien, Darfouriens, Darfourienne, Darfouriennes

- Soudan du Sud (le) : Sud-Soudanais, Sud-Soudanais, Sud-Soudanaise, Sud-Soudanaises ou Sudsoudanais, Sudsoudanais, Sudsoudanaise, Sudsoudanaises
  - Djouba : Djoubanais, Djoubanais, Djoubanaise, Djoubanaises ou Djoubéen, Djoubéens, Djoubéenne, Djoubéennes

- Sri Lanka (le) : Srilankais, Srilankais, Srilankaise, Srilankaises  ou Sri-Lankais, Sri-Lankais, Sri-Lankaise, Sri-Lankaises ou anciennement Ceylanais, Ceylanais, Ceylanaise, Ceylanaises ; glottonyme : singhalais
  - Colombo : Colombois, Colombois, Colomboise, Colomboises

- Suède (la) : Suédois, Suédois, Suédoise, Suédoises ; glottonyme : suédois
  - Stockholm : Stockholmois, Stockholmois, Stockholmoise, Stockholmoises

- Suisse (la) : Suisse, Suisses, Suissesse, Suissesses. Cas unique en français, l'adjectif diffère du nom au féminin : « Les Suissesses ne portent que des montres suisses. »
  - Canton de Berne : Bernois, Bernois, Bernoise, Bernoises
  - pour les autres gentilés, voir Gentilés de Suisse.

- Suriname (le) : Surinamais, Surinamais, Surinamaise, Surinamaises ou Surinamien, Surinamiens, Surinamienne, Surinamiennes
  - Paramaribo : Paramaribien, Paramaribiens, Paramaribienne, Paramaribiennes

- Syrie (la) : Syrien, Syriens, Syrienne, Syriennes
  - Damas : Damascène, Damascènes, Damascène, Damascènes (invariant au féminin)
  - Pour les autres gentilés, voir l’article Gentilés de Syrie.

## T
- Tadjikistan (le) : Tadjik, Tadjiks, Tadjike, Tadjikes
  - Douchanbé : Douchanbéen, Douchanbéens, Douchanbéenne, Douchanbéennes

- Taïwan : Taïwanais, Taïwanais, Taïwanaise, Taïwanaises
Anciennement Formose : Formosan, Formosans, Formosane, Formosanes 
  - Taipei : Taipéien, Taipéienne, Taipéiens, Taipéiennes[N 11]

- Tanzanie (la) : Tanzanien, Tanzaniens, Tanzanienne, Tanzaniennes
  - Dar es Salam : Salamite, Salamites (invariant au féminin)
  - Dodoma : Dodomais, Dodomais, Dodomaise, Dodomaises
  - Zanzibar : Zanzibari, Zanzibaris, Zanzibarie, Zanzibaries

- Tchad (le) : Tchadien, Tchadiens, Tchadienne, Tchadiennes
  - N'Djaména : Ndjaménois, Ndjaménois, Ndjaménoise, Ndjaménoises ou Ndjaménais, Ndjaménais, Ndjaménaise, Ndjaménaises

- Tchécoslovaquie (la) (1918-1992) : Tchécoslovaque, Tchécoslovaques (invariant au féminin) ou Tchèque, Tchèques (invariant au féminin)

- Tchéquie (la) : Tchèque, Tchèques (invariant au féminin) ; glottonyme : tchèque
  - Prague : Praguois, Praguois, Praguoise, Praguoises ou Pragois, Pragois, Pragoise, Pragoises
  - Brno : Brunnois, Brunnois, Brunnoise, Brunnoises
  - Pilsen : Pilsenois[15]
  - Bohême (la) : Bohémien, Bohémiens, Bohémienne, Bohémiennes
  - Moravie (la) : Morave, Moraves (invariant au féminin)

- Thaïlande (la) : Thaïlandais, Thaïlandais, Thaïlandaise, Thaïlandaises ; glottonyme : thaï
  - Bangkok : Bangkokien, Bangkokiens, Bangkokienne, Bangkokiennes ou Bangkokois, Bangkokois, Bangkokoise, Bangkokoises

- Timor oriental : Est-Timorais, Est-Timorais, Est-Timoraise, Est-Timoraises  ou Timorais, Timorais, Timoraise, Timoraises
  - Dili : Dilinais, Dilinais, Dilinaise, Dilinaises

- Togo (le) : Togolais, Togolais, Togolaise, Togolaises
  - Lomé : Loméen, Loméens, Loméenne, Loméennes

- Tonga : Tongien, Tongiens, Tongienne, Tongiennes ou Tongan, Tongans, Tongane, Tonganes ou Tonguien, Tonguiens, Tonguienne, Tonguiennes
  - Nukuʻalofa : Nukualofien, Nukualofiens, Nukualofienne, Nukualofiennes

- Trinité-et-Tobago : Trinidadien, Trinidadiens, Trinidadienne, Trinidadiennes[2],[3]
  - Port-d'Espagne : Hispanoportain, Hispanoportains, Hispanoportaine, Hispanoportaines[2]
  - Tobago : Tobagonien, Tobagoniens, Tobagonienne, Tobagoniennes

- Tunisie (la) : Tunisien, Tunisiens, Tunisienne, Tunisiennes ; adjectif : tunisien, tunisiens, tunisienne, tunisiennes et tuniso- en composition ; glottonyme : arabe tunisien
  - Tunis : Tunisois, Tunisois, Tunisoise, Tunisoises
  - Pour les autres gentilés, voir l'article Gentilés de Tunisie.

- Turkménistan (le) ou Turkménie (la) : Turkmène, Turkmènes (invariant au féminin) ; glottonyme : turkmène
  - Achgabat : Achgabatais, Achgabatais, Achgabataise, Achgabataises

- Turquie (la) : Turc, Turcs, Turque, Turques ; glottonyme : turc
  - Ankara : Ankariote, Ankariotes (invariant au féminin) ou Ankarien, Ankariens, Ankarienne, Ankariennes (arrêté du 4 novembre 1993)
Anciennement Angora.
Pendant l'Antiquité, Ancyre.
  - Edirne (autrefois Andrinople) : Andrinopolitain, Andrinopolitains, Andrinopolitaine, Andrinopolitaines
  - Éphèse : Éphésien, Éphésiens, Éphésienne, Éphésiennes
  - Istanbul : Stambouliote, Stambouliotes (invariant au féminin) ou Istanbuliote, Istanbuliotes (invariant au féminin) ou Constantinopolitain, Constantinopolitains, Constantinopolitaine, Constantinopolitaines
  - Izmir (ancienne forme française : Smyrne) : Smyrniote, Smyrniotes (invariant au féminin)
  - Anatolie (l') : Anatolien, Anatoliens, Anatolienne, Anatoliennes
  - Bithynie (la) : Bithynien, Bithyniens, Bithynienne, Bithyniennes
  - Cappadoce (la) : Cappadocien, Cappadociens, Cappadocienne, Cappadociennes ; glottonyme : cappadocien

- Tuvalu : Tuvaluan, Tuvaluans, Tuvaluane, Tuvaluanes ou Tuvalais, Tuvalais, Tuvalaise, Tuvalaises
  - Funafuti : Funafutien, Funafutiens, Funafutienne, Funafutiennes

## U
- Ukraine (l') : Ukrainien, Ukrainiens, Ukrainienne, Ukrainiennes ; adjectif correspondant : ukrainien, ukrainiens, ukrainienne, ukrainiennes ; adjectif en composition : ukraino- ; glottonyme : ukrainien
  - Kiev : Kiévien, Kiéviens, Kiévienne, Kiéviennes
  - Crimée (la) : Criméen, Criméens, Criméenne, Criméennes
  - Pour les autres gentilés voir l'article Gentilés d’Ukraine.

- Union soviétique (l')  (1922-1991) : Soviétique, Soviétiques (invariant au féminin) ; glottonymes : russe, biélorusse, ukrainien, etc.

- Uruguay (l') : Uruguayen, Uruguayens, Uruguayenne, Uruguayennes
  - Montevideo : Montévidéen, Montévidéens, Montévidéenne, Montévidéennes

## V
- Vanuatu : Vanuatuan, Vanuatuans, Vanuatuane, Vanuatuanes ou Vanouatais, Vanouatais, Vanouataise, Vanouataises ou Vanuatais, Vanuatais, Vanuataise, Vanuataises ou Ni-Vanuatu (invariant au féminin et au pluriel) ; glottonyme : bichelamar
Jusqu'à l'indépendance (1980) : Nouvelles-Hébrides (les) : Néo-Hébridais, Néo-Hébridaise, Néo-Hébridaises
  - Port-Vila : Port-Vilais, Port-Vilais, Port-Vilaise, Port-Vilaises ou Vilois, Vilois, Viloise, Viloises

- Vatican (le)
Adjectif qualificatif féminin : vaticane, vaticanes[16] ; glottonyme : latin
La nationalité vaticane n'existe pas, seule existe une citoyenneté vaticane.

- Venezuela (le) ou Vénézuéla (le) : Vénézuélien, Vénézuéliens, Vénézuélienne, Vénézuéliennes
Le Petit Robert indique « Vénézuéliens ou Vénézolans », Vénézolans étant plus proche de l'espagnol.
  - Caracas : Caraquègne, Caraquègnes (invariant au féminin) ou Caracassien, Caracassiens, Caracassienne, Caracassiennes (arrêté du 4 novembre 1993)

- Viêt Nam (le), Viet Nam (le) ou Vietnam (le) : Vietnamien, Vietnamiens, Vietnamienne, Vietnamiennes ; glottonyme : vietnamien
  - Hanoï : Hanoïen, Hanoïens, Hanoïenne, Hanoïennes
  - Saïgon (Hô Chi Minh-Ville) : Saïgonais, Saïgonais, Saïgonaise, Saïgonaises
  - Annam (l') : Annamite, Annamites (invariant au féminin)
  - Cochinchine (la) : Cochinchinois, Cochinchinois, Cochinchinoise, Cochinchinoises
  - Tonkin (le) : Tonkinois, Tonkinois, Tonkinoise, Tonkinoises

## Y
- Yémen (le) : Yéménite, Yéménites, Yéménite, Yéménites
  - Sanaa : Sananéen, Sananéens, Sananéenne, Sananéennes

- Yougoslavie (la) (1929-2003)  : Yougoslave, Yougoslaves (invariant au féminin)
  - Antérieurement : Royaume des Serbes, Croates et Slovènes (le), 1918-1929 : Serbes, Croates et Slovènes ; glottonymes : croate, serbe, serbo-croate, slovène, macédonien, monténégrin

## Z
- Zaïre (le) (1971-1997) : Zaïrois, Zaïrois, Zaïroise, Zaïroises ; voir à République démocratique du Congo

- Zambie (la) : Zambien, Zambiens, Zambienne, Zambiennes, avant l'indépendance, Rhodésie du Nord
  - Lusaka : Lusakois, Lusakois, Lusakoise, Lusakoises

- Zimbabwe (le) : Zimbabwéen, Zimbabwéens, Zimbabwéenne, Zimbabwéennes
Un temps Rhodésie (la) : Rhodésien, Rhodésiens, Rhodésienne, Rhodésiennes 
Auparavant : Rhodésie du Sud (la)
  - Harare : Hararais, Hararais, Hararaise, Hararaises ou Hararéen, Hararéens, Hararéenne, Hararéennes

- Haut – A
- B
- C
- D
- E
- F
- G
- H
- I
- J
- K
- L
- M
- N
- O
- P
- Q
- R
- S
- T
- U
- V
- W
- X
- Y
- Z

## Gentilés des parties du monde
- Amérique (l'), Amériques (les) : Américains
  - Amérique du Nord (l') : Nord-Américains
    - Amérique centrale (l') : Centraméricains
    - Antilles (les) : Antillais
    - Caraïbes (les) : Caribéens

  - Amérique du Sud (l') : Sud-Américains
- Ancien Monde (l') : 
  - Eurasie (l') : Eurasiens
    - Asie (l') : Asiatiques (parfois Asiates)
      - Extrême-Orient (l') : Orientaux
      - Sous-continent indien (le) ou (en absolu) Sous-continent (le) :
      - Asie centrale (l') :
      - Moyen-Orient (le) :
      - Proche-Orient (le) ou Levant (le) : Levantins

    - Europe (l') : Européens
      - Scandinavie (la) : Scandinaves
      - Laponie (la) : Lapons

  - pays du pourtour de la Méditerranée (les) : Méditerranéens
  - mer Noire (la) : Pontiques
  - Afrique (l') : Africains
    - Afrique du Nord (l') : Nord-Africains
      - Maghreb (le) : Maghrébins
      - Macaronésie (la) : Macaronésiens

    - Afrique subsaharienne (l') :
      - Afrique de l'Ouest (l') :
      - Afrique centrale (l') :
      - Afrique de l'Est (l') : Est-Africains
        - Corne de l'Afrique (la) :

      - Afrique australe (l') :
- Océanie (l') : Océaniens
  - Australasie (l') :
  - Insulinde (l') :
  - Mélanésie (la) : Mélanésiens
  - Micronésie (la) : Micronésiens
  - Polynésie (la) : Polynésiens